# EverQuest
EverQuest (ofte forkortet EQ) er et MMORPG. Det var det første større MMORPG og kan siges at have været med til at starte genren efter spil som Ultima Online der var det første MMORPG der nåede 100.000 betalende spillere, hvilket var stort for et online spil den gang. I 2004 udgav SOE efterfølgeren EverQuest 2, men det originale EQ kører stadig.
Spillet og spil-universet blev løbende udvidet med udvidelser til spillet. Der findes ind til videre disse udvidelser:
1. The Ruins of Kunark (Marts 2000)
2. The Scars of Velious (December 2000)
3. The Shadows of Luclin (December 2001)
4. The Planes of Power (Oktober 2002)
5. The Legacy of Ykesha (Februar 2003)
6. Lost Dungeons of Norrath (September 2003)
7. Gates of Discord (Februar 2004)
8. Omens of War (September 2004)
9. Dragons of Norrath (Februar 2005)
10. Depths of Darkhollow (September 2005)
11. Prophecy of Ro (Februar 2006)
12. The Serpent's Spine (September 2006)
13. The Buried Sea (February 2007)
14. Secrets of Faydwer (November 2007)
15. Seeds of Destruction (October 2008)
16. Underfoot (December 2009)
17. House of Thule (October 2010)
18. Veil of Alaris (November 2011)
19. Rain of Fear (November 2012) and Shadow of Fear (April 2013) and Heart of Fear (July 2013)
20. Call of the Forsaken (October 2013)

Ud over dette bliver spillet løbende opdateret via såkaldte 'live updates', hvor man som spiller automatisk downloader nye ting. Der kan på denne måde laves ændringer i faktisk alt i spillet, således at det løbende kan forbedres.

## Spillestil
EverQuest foregår i et klassisk rollespilsunivers udviklet direkte som et grafisk udgave af de tidligere MUDspil.

## Figurer
Figurerne i EverQuest er bundet til specifikke brugerkonti, der kan bruges på alle de opstillede servere. Man kunne fra starten have 6 karakterer, men dette blev udvidet med hver ny udvidelse til spillet, man kan nu have 8 (10 hvis man har premium account som koster lidt ekstra.)

### Klasser
Cleric, shaman, warrior, berserker, wizard, necromancer, magician, enchanter, druid, beastlord, monk, ranger, rogue, paladin og shadowknight.

#### Klassebeskrivelser
Tekst mangler, hjælp os med at skrive teksten

### Professioner
Generelle tradeskills:
Alle EQ chars kan lave tradeskills: smithing, baking, brewing, tailoring, (fishing), jewelcrafting, pottery, fletching. Disse regnes for de 7 almindelige tradeskills. (fishing i parentes fordi det ikke regnes med i de egentlige tradeskills, men ofte er nødvendig for at kunne lave ting som skal bruges i andre tradeskills)
Af specielle tradeskills er : alchemy ;kan kun laves af en shaman.
poison making ;kan kun laves af en rogue
og tinkering ;kan kun laves af gnomes (gnomes er ikke en class, men en race)